# Liolaemus vallecurensis
Espèce
Statut de conservation UICN

 NT  : Quasi menacé
Liolaemus vallecurensis est une espèce de sauriens de la famille des Liolaemidae.

## Répartition
Cette espèce se rencontre :
- au Chili dans la région de Coquimbo ;
- en Argentine dans la province de San Juan.

## Description
C'est un saurien vivipare.

## Publication originale
- Pereyra, 1992 : Nueva especie de lagarto andino: Liolaemus vallecurensis (Tropiduridae, Liolaeminae). Noticiario Mensual del Museo Nacional de Historia Natural, Santiago (Chile), no 321, p. 10-14.